# Amphipauropus rhenanus
Amphipauropus rhenanus is een weinigpotigensoort uit de familie van de Pauropodidae. De wetenschappelijke naam van de soort is voor het eerst geldig gepubliceerd in 1971 door Hüther.